# Lista de prefeitos de Barra do Piraí

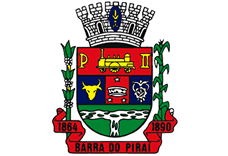
Brasão de Barra do Piraí

Esta é a lista de prefeitos do município de Barra do Piraí, estado brasileiro do Rio de Janeiro.

Presidente Getúlio Vargas recebe em audiência o Prefeito de Barra do Piraí, João Antônio Camerano, 1953. Arquivo Nacional.

Emancipada em 10 de março de 1890 através do movimento organizado pelo Terceiro Barão do Rio Bonito (José Pereira de Faro) na época.
| Nº | Nome                                                   | Imagem | Partido               | Início do mandato       | Fim do mandato          | Observações                                                                   |
| 1  | José Pereira de Faro                                   |        | PRF                   | 10 de março de 1890     | 4 de fevereiro de 1896  | 3° Barão do Rio Bonito, responsável pela emancipação e primeiro administrador |
| 2  | Roberto Manoel Berto                                   |        | PRF                   | 5 de fevereiro de 1896  | 3 de março de 1900      | Presidente do Conselho Municipal                                              |
| 3  | Osvaldo Morgan Júnior                                  |        | PRF                   | 4 de março de 1900      | 31 de dezembro de 1903  | Presidente do Conselho Municipal                                              |
| 4  | Wanderley Andrade Alves Pereira                        |        | PRF                   | 1° de janeiro de 1904   | 31 de dezembro de 1904  | Presidente do Conselho Municipal                                              |
| 5  | Guilherme Souza da Silva                               |        | PRF                   | 1° de janeiro de 1905   | 15 de fevereiro de 1907 | Presidente do Conselho Municipal                                              |
| 6  | Roberto Manoel Berto                                   |        | PRF                   | 15 de fevereiro de 1907 | 2 de abril de 1908      | Presidente do Conselho Municipal                                              |
| 7  | Matheus da Silva Belchior                              |        | PRF                   | 2 de abril de 1908      | 30 de dezembro de 1910  | Presidente do Conselho Municipal                                              |
| 8  | Joel de Paula                                          |        | PRF                   | 30 de dezembro de 1910  | 15 de fevereiro de 1911 | Intendente nomeado pelo Governo do Rio de Janeiro                             |
| 9  | Fernando Bittencourt                                   |        | PRF                   | 15 de fevereiro de 1911 | 15 de fevereiro de 1914 | Intendente nomeado pelo Governo do Rio de Janeiro                             |
| 10 | Daniel Kurten Seemann                                  |        | PRF                   | 15 de fevereiro de 1914 | 15 de fevereiro de 1918 | Intendente nomeado pelo Governo do Rio de Janeiro                             |
| 11 | Fernando Bittencourt                                   |        | PRF                   | 15 de fevereiro de 1918 | 31 de dezembro de 1920  | Intendente nomeado pelo Governo do Rio de Janeiro                             |
| 12 | Lucas Hauser Pereira                                   |        | PRF                   | 1° de janeiro de 1921   | 15 de fevereiro de 1924 | Intendente nomeado pelo Governo do Rio de Janeiro                             |
| 13 | José Ferreira Andrade                                  |        | PRF                   | 15 de fevereiro de 1924 | 15 de fevereiro de 1928 | Intendente nomeado pelo Governo do Rio de Janeiro                             |
| 14 | Cláudio José Ramos                                     |        | PRF                   | 15 de fevereiro de 1928 | 15 de março de 1930     | Intendente nomeado pelo Governo do Rio de Janeiro                             |
| 15 | Iván de Almeida Fernandes                              |        | PRF                   | 15 de março de 1930     | 30 de outubro de 1930   | Prefeito nomeado pelo Governo do Rio de Janeiro                               |
| 16 | Felippe Bittencourt Frassetto                          |        | PRF                   | 30 de outubro de 1930   | 29 de maio de 1931      | Prefeito nomeado pelo Governo do Rio de Janeiro                               |
| 17 | Márcio Alexandre de Oliveira                           |        | PRF                   | 29 de maio de 1931      | 16 de dezembro de 1932  | Prefeito nomeado pelo Governo do Rio de Janeiro                               |
| 18 | Marcel0 Andrade Manfio                                 |        | PRF                   | 16 de dezembro de 1932  | 4 de novembro de 1933   | Prefeito nomeado pelo Governo do Rio de Janeiro                               |
| 19 | Flávio Ferreira Germano                                |        | PRF                   | 4 de novembro de 1933   | 7 de novembro de 1936   | Prefeito nomeado pelo Governo do Rio de Janeiro                               |
| 20 | Wagner de Andrade                                      |        | PRF                   | 7 de novembro de 1936   | 11 de novembro de 1937  | Prefeito nomeado pelo Governo do Rio de Janeiro                               |
| 21 | Flávio Ferreira Germano                                |        | PP                    | 11 de novembro de 1937  | 15 de julho de 1939     | Prefeito nomeado pelo Governo do Rio de Janeiro                               |
| 22 | Alcides Corrêa Fernandes                               |        | PP                    | 15 de julho de 1939     | 23 de março de 1940     | Prefeito nomeado pelo Governo do Rio de Janeiro                               |
| 23 | Flávio Ferreira Germano                                |        | PP                    | 23 de março de 1940     | 12 de novembro de 1942  | Prefeito nomeado pelo Governo do Rio de Janeiro                               |
| 24 | Alcides Corrêa Fernandes                               |        | PP                    | 12 de novembro de 1942  | 29 de outubro de 1945   | Prefeito nomeado pelo Governo do Rio de Janeiro                               |
| 25 | Wagner de Andrade                                      |        | PDC                   | 29 de outubro de 1945   | 6 de novembro de 1945   | Prefeito nomeado pelo Governo do Rio de Janeiro                               |
| 26 | Alcides Corrêa Fernandes                               |        | PSD                   | 6 de novembro de 1945   | 1° de janeiro de 1946   | Prefeito nomeado pelo Governo do Rio de Janeiro                               |
| 27 | Elias Andrade de Oliveira                              |        | PDC                   | 1° de janeiro de 1946   | 10 de fevereiro de 1946 | Prefeito nomeado pelo Governo do Rio de Janeiro                               |
| 28 | Alcides Corrêa Fernandes                               |        | PSD                   | 10 de fevereiro de 1946 | 23 de setembro de 1946  | Prefeito nomeado pelo Governo do Rio de Janeiro                               |
| 29 | Rodrigo Nogueira Lopes da Cunha                        |        | PSD                   | 23 de setembro de 1946  | 1° de janeiro de 1947   | Prefeito nomeado pelo Governo do Rio de Janeiro                               |
| 30 | Daniel Bittencourt                                     |        | PSD                   | 1° de janeiro de 1947   | 6 de fevereiro de 1947  | Prefeito nomeado pelo Governo do Rio de Janeiro                               |
| 31 | Alcides Corrêa Fernandes                               |        | PSD                   | 6 de fevereiro de 1947  | 24 de abril de 1947     | Prefeito nomeado pelo Governo do Rio de Janeiro                               |
| 32 | João Antônio Camerano                                  |        | PSD                   | 24 de abril de 1947     | 16 de outubro de 1947   | Prefeito nomeado pelo Governo do Rio de Janeiro                               |
| 33 | Luiz Amaral de Brito                                   |        | PSD                   | 16 de outubro de 1947   | 30 de janeiro de 1951   | Prefeito eleito em sufrágio universal                                         |
| 34 | João Antônio Camerano                                  |        | PSD                   | 31 de janeiro de 1951   | 30 de janeiro de 1955   | Prefeito eleito em sufrágio universal                                         |
| 35 | Luciano Yazbek Engelberg                               |        | UDN                   | 31 de janeiro de 1955   | 30 de janeiro de 1959   | Prefeito eleito em sufrágio universal                                         |
| 36 | Júlio César Meyer da Silveira                          |        | PTB                   | 31 de janeiro de 1959   | 30 de janeiro de 1963   | Prefeito eleito em sufrágio universal                                         |
| 37 | Manoel Plácido Farias Luz                              |        | PSD                   | 31 de janeiro de 1963   | 30 de janeiro de 1965   | Prefeito eleito em sufrágio universal                                         |
| 38 | Roberto Bichara de Melo                                |        | ARENA                 | 31 de janeiro de 1965   | 30 de janeiro de 1965   | Prefeito eleito em sufrágio universal                                         |
| 39 | João Antônio Camerano                                  |        | ARENA                 | 31 de janeiro de 1965   | 31 de janeiro de 1969   | Prefeito eleito em sufrágio universal                                         |
| 40 | Reginaldo de Jesus Sales                               |        | ARENA                 | 30 de janeiro de 1969   | 30 de janeiro de 1971   | Prefeito eleito em sufrágio universal                                         |
| 41 | Roberto Bicharra                                       |        | ARENA                 | 31 de janeiro de 1971   | 30 de janeiro de 1973   | Prefeito eleito em sufrágio universal                                         |
| 42 | Luiz Amaral de Brito Filho                             |        | MDB                   | 31 de janeiro de 1973   | 31 de janeiro de 1977   | Prefeito eleito em sufrágio universal                                         |
| 43 | Eduardo Sym (Nicéas Maia em 1979)                      |        | PDS                   | 1° de fevereiro de 1977 | 31 de janeiro de 1983   | Prefeito eleito em sufrágio universal                                         |
| 44 | Mário Esteves da Rocha                                 |        | PDT                   | 1° de fevereiro de 1983 | 30 de janeiro de 1985   | Prefeito eleito em sufrágio universal                                         |
| 45 | Zé Figorelli (Heitor Favieri Filho em 1985)            |        | PMDB                  | 31 de janeiro de 1985   | 5 de novembro de 1987   | Prefeito eleito renuncia o mandato                                            |
| 46 | Heitor Favieri                                         |        | PMDB                  | 6 de novembro de 1987   | 31 de dezembro de 1988  | Vice-prefeito eleito no cargo de prefeito                                     |
| 47 | Mário Sérgio                                           |        | PDT                   | 1º de janeiro de 1989   | 31 de dezembro de 1992  | Prefeito eleito (1ª vez)                                                      |
| 48 | Heitor Favieri                                         |        | PMDB                  | 1º de janeiro de 1993   | 31 de dezembro de 1996  | Prefeito eleito em sufrágio universal                                         |
| 49 | Mário Sérgio                                           |        | PDT                   | 1º de janeiro de 1997   | 31 de dezembro de 2000  | Prefeito eleito (2ª vez)                                                      |
| 50 | Carlos Baltazar                                        |        | PSB                   | 1º de janeiro de 2001   | 31 de dezembro de 2004  | Prefeito eleito em sufrágio universal                                         |
| 51 | José Luiz Anchite, Zé Luiz                             |        | PV                    | 1º de janeiro de 2005   | 31 de dezembro de 2008  | Prefeito eleito em sufrágio universal                                         |
| 51 | José Luiz Anchite, Zé Luiz                             | PP     | 1º de janeiro de 2009 | 31 de dezembro de 2012  | Prefeito reeleito       |                                                                               |
| 52 | Maercio Fernando Oliveira de Almeida                   |        | PMDB                  | 1º de janeiro de 2013   | 3 de abril de 2013      | Prefeito eleito cassado por decisão do TRE                                    |
| 53 | Expedito Monteiro de Almeida, Pastor Monteiro de Jesus |        | PRB                   | 4 de abril de 2013      | 1º de setembro de 2013  | Presidente da Câmara Municipal                                                |
| 54 | Jorge Babo                                             |        | PPS                   | 2 de setembro de 2013   | 8 de julho de 2014      | Prefeito eleito em eleições suplementares de 04.08.2013                       |
| 55 | Maercio Fernando Oliveira de Almeida                   |        | PMDB                  | 9 de julho de 2014      | 31 de dezembro de 2016  | Prefeito eleito cassado reempossado por decisão do TRE                        |
| 56 | Mário Reis Esteves                                     |        | PRB                   | 1º de janeiro de 2017   | 31 de dezembro de 2024  | Prefeito eleito em sufrágio universal                                         |
| 57 | Kátia Cristina Miki da Silva                           |        | SD                    | 1° de janeiro de 2025   | Atual momento           | Primeira mulher a ser prefeita eleita de Barra do Piraí                       |

Legenda
| cor   | significado                                                                                  |
| verde | mandatários eleitos por votação direta ou indireta (pela câmara municipal)                   |
| bege  | mandatários nomeados diretamente pelo governo central em épocas de convulsão político-social |